# 亚苄基

亚苄基的结构式。

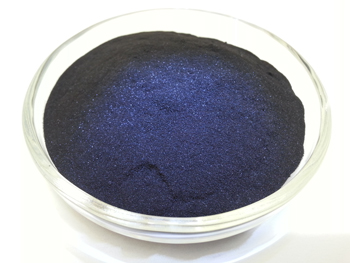
Pd_{2}(dba)_{3}，一种含亚苄基的有机金属化合物。

亚苄基或苯亚甲基是一种有机基团，其化学式为C6H5CH=，它是甲苯的甲基移除两个氢得到的基团，在有机化学中可用作保护基。
多种反应可以用于制备含亚苄基的化合物，如苯甲醛和活泼亚甲基化合物的Knoevenagel缩合反应。